# Hydrobius
Hydrobius es un género de coleópteros acuáticos de la familia Hydrophilidae. El género contiene 9 especies en el Holártico.
- Hydrobius arcticus Kuwert, 1890
- Hydrobius convexus Brullé, 1835
- Hydrobius fuscipes (Linnaeus, 1758)
- Hydrobius melaenus (Germar, 1824)
- Hydrobius orientalis Jia & Short, 2009
- Hydrobius pauper Sharp, 1884
- Hydrobius pui Jia, 1995
- Hydrobius punctistriatus Jia, 1995
- Hydrobius tumidus LeConte, 1835